# Glenwillow
Glenwillow és una població dels Estats Units a l'estat d'Ohio. Segons el cens del 2000 tenia 449 habitants.

## Demografia
Segons el cens del 2000, Glenwillow tenia 449 habitants, 205 habitatges, i 110 famílies. La densitat de població era de 63,7 habitants/km².
Dels 205 habitatges en un 24,4% hi vivien nens de menys de 18 anys, en un 38,5% hi vivien parelles casades, en un 11,2% dones solteres, i en un 46,3% no eren unitats familiars. En el 41% dels habitatges hi vivien persones soles el 10,2% de les quals corresponia a persones de 65 anys o més que vivien soles. El nombre mitjà de persones vivint en cada habitatge era de 2,15 i el nombre mitjà de persones que vivien en cada família era de 2,91.
Per edats la població es repartia de la següent manera: un 21,8% tenia menys de 18 anys, un 4,5% entre 18 i 24, un 32,1% entre 25 i 44, un 28,3% de 45 a 60 i un 13,4% 65 anys o més.
L'edat mediana era de 40 anys. Per cada 100 dones de 18 o més anys hi havia 119,4 homes.
La renda mediana per habitatge era de 37.708 $ i la renda mediana per família de 52.321 $. Els homes tenien una renda mediana de 42.292 $ mentre que les dones 27.500 $. La renda per capita de la població era de 19.942 $. Aproximadament el 2,7% de les famílies i el 5% de la població estaven per davall del llindar de pobresa.

## Poblacions més properes
El següent diagrama mostra les poblacions més properes.